# World Series 2009
Mit der World Series 2009 wurde vom 28. Oktober bis zum 4. November 2009 zum 105. Mal der Gewinner der nordamerikanischen (USA und Kanada) Major League Baseball ermittelt. Die Best-of-Seven-Serie wird traditionell zwischen dem Gewinner der American League und dem Champion der National League ausgespielt. Als Finalisten standen sich aus der American League die New York Yankees, aus der National League die Philadelphia Phillies gegenüber. Nach sechs Spielen gewannen die Yankees mit 4:2 Siegen. Damit konnten die Yankees ihre Rekordtitelzahl auf nunmehr 27 Meisterschaften ausbauen.
Zum MVP der World Series wurde Hideki Matsui gewählt.

## Die Finalisten

New York Yankees

Philadelphia Phillies

Für die New York Yankees war es die 40. Teilnahme an der World Series bei zuvor 26 Titeln, was beides mit großem Abstand Rekord darstellt (siehe Liste der Gewinner). Allerdings hatten selbst die erfolgsverwöhnten Yankees eine längere Durststrecke überwinden müssen: Die letzte Teilnahme an der World Series lag sechs Jahre zurück (2003), der letzte World-Series-Titelgewinn sogar neun Jahre (2000). Um in die Erfolgsspur zurückzukommen, zahlten die Yankees zwar im Jahr 2009 etwas weniger als im Vorjahr an Gehältern, die diesjährigen 201,5 Millionen US-Dollar waren aber nach wie vor Liga-Rekord. Allein für die Zugänge C.C. Sabathia, A.J. Burnett (beide Pitcher) und Mark Teixeira waren jährlich mehr als 50 Millionen US-Dollar an Gehältern fällig.
Die Philadelphia Phillies waren der Titelverteidiger nach dem Sieg in der World Series 2008. Nach vielen Jahren der Erfolglosigkeit konnte im Vorjahr der erst zweite Titel eingefahren werden (zuvor Sieger 1980) bei insgesamt sechs Teilnahmen, was der Titelzahl in der National League entspricht. Die Phillies konnten damit kaum als Außenseiter gelten, wenngleich ihre Gehaltsausgaben mit 113 Millionen US-Dollar deutlich unter denen der Yankees lagen. Besonders hervorzuheben ist gegenüber 2008 die Verpflichtung des Pitchers Cliff Lee von den Cleveland Indians.

## Übersicht der Spiele
| Spiel                | Datum            | Gast                  | Score | Heim                  | Score | Gesamtstand (PHI – NYY) | Starter (PHI – NYY) | Ballpark           | Zuschauer |
| -------------------- | ---------------- | --------------------- | ----- | --------------------- | ----- | ----------------------- | ------------------- | ------------------ | --------- |
| 1                    | 28. Oktober 2009 | Philadelphia Phillies | 6     | New York Yankees      | 1     | 1 – 0                   | Lee – Sabathia      | Yankee Stadium     | 50.207    |
| 2                    | 29. Oktober 2009 | Philadelphia Phillies | 1     | New York Yankees      | 3     | 1 – 1                   | Martínez – Burnett  | Yankee Stadium     | 50.181    |
| 3                    | 31. Oktober 2009 | New York Yankees      | 8     | Philadelphia Phillies | 5     | 1 – 2                   | Hamels – Pettitte   | Citizens Bank Park | 46.061    |
| 4                    | 1. November 2009 | New York Yankees      | 7     | Philadelphia Phillies | 4     | 1 – 3                   | Blanton – Sabathia* | Citizens Bank Park | 46.145    |
| 5                    | 2. November 2009 | New York Yankees      | 6     | Philadelphia Phillies | 8     | 2 – 3                   | Lee – Burnett       | Citizens Bank Park | 46.178    |
| 6                    | 4. November 2009 | Philadelphia Phillies | 3     | New York Yankees      | 7     | 2 – 4                   | Martínez – Pettitte | Yankee Stadium     | 50.315    |
| Yankees gewinnen 4-2 |                  |                       |       |                       |       |                         |                     |                    |           |

* Win: Joba Chamberlain (NYY)

## Der Weg in die World Series
Die Sieger der American League und der National League wurden zwischen dem 7. und 25. Oktober 2009 ermittelt. Hierzu trafen zunächst die drei Division-Sieger und der beste Zweite (sog. Wild-Card) in zwei Division-Series Begegnungen im Best-of-Five-Modus aufeinander (ALDS bzw. NLDS = American oder National League Division Series). Anschließend spielten die Sieger der Division-Series-Begegnungen im Best-of-Seven-Verfahren den jeweiligen League-Champion aus (ALCS bzw. NLCS = American oder National League Championship Series). Die Wild-Card-Sieger spielen normalerweise gegen den besten Divisionssieger, also die Mannschaft mit den meisten Siegen aus den regulären Saisonspielen. Da die Boston Red Sox und die Colorado Rockies jedoch nicht auf die in der gleichen Division spielenden New York Yankees bzw. Los Angeles Dodgers treffen konnten, spielten beide gegen den zweitbesten Divisionssieger ihrer Liga.
|  | League Division Series | League Division Series | League Division Series |     |                       | League Championship Series | League Championship Series | League Championship Series |  |  | World Series | World Series | World Series |
|  |                        |                        |                        |     |                       |                            |                            |                            |  |  |              |              |              |
|  | 1                      | New York Yankees       | 3                      |     |                       |                            |                            |                            |  |  |              |              |              |
|  | 3                      | Minnesota Twins        | 0                      |     |                       |                            |                            |                            |  |  |              |              |              |
|  | 3                      | Minnesota Twins        | 0                      | 1   | New York Yankees      | 4                          |                            |                            |  |  |              |              |              |
|  | American League        |                        |                        | 1   | New York Yankees      | 4                          |                            |                            |  |  |              |              |              |
|  |                        | 2                      | Los Angeles Angels     | 2   |                       |                            |                            |                            |  |  |              |              |              |
|  | 2                      | 2                      | Los Angeles Angels     | 2   | Los Angeles Angels    | 3                          |                            |                            |  |  |              |              |              |
|  | 2                      |                        |                        |     | Los Angeles Angels    | 3                          |                            |                            |  |  |              |              |              |
|  | 4                      | Boston Red Sox         | 0                      |     |                       |                            |                            |                            |  |  |              |              |              |
|  |                        |                        |                        | AL1 | New York Yankees      | 4                          |                            |                            |  |  |              |              |              |
|  |                        | NL2                    | Philadelphia Phillies  | 2   |                       |                            |                            |                            |  |  |              |              |              |
|  | 1                      | Los Angeles Dodgers    | 3                      |     |                       |                            |                            |                            |  |  |              |              |              |
|  | 3                      | St. Louis Cardinals    | 0                      |     |                       |                            |                            |                            |  |  |              |              |              |
|  | 3                      | St. Louis Cardinals    | 0                      | 1   | Los Angeles Dodgers   | 1                          |                            |                            |  |  |              |              |              |
|  | National League        |                        |                        | 1   | Los Angeles Dodgers   | 1                          |                            |                            |  |  |              |              |              |
|  |                        | 2                      | Philadelphia Phillies  | 4   |                       |                            |                            |                            |  |  |              |              |              |
|  | 2                      | 2                      | Philadelphia Phillies  | 4   | Philadelphia Phillies | 3                          |                            |                            |  |  |              |              |              |
|  | 2                      |                        |                        |     | Philadelphia Phillies | 3                          |                            |                            |  |  |              |              |              |
|  | 4                      | Colorado Rockies       | 1                      |     |                       |                            |                            |                            |  |  |              |              |              |

ALDS, NLDS (Division Series): Best-of Five; ALCS, NLCS (Championship Series): Best-of-Seven

## Die Spiele im Einzelnen

### Spiel 1, 28. Oktober

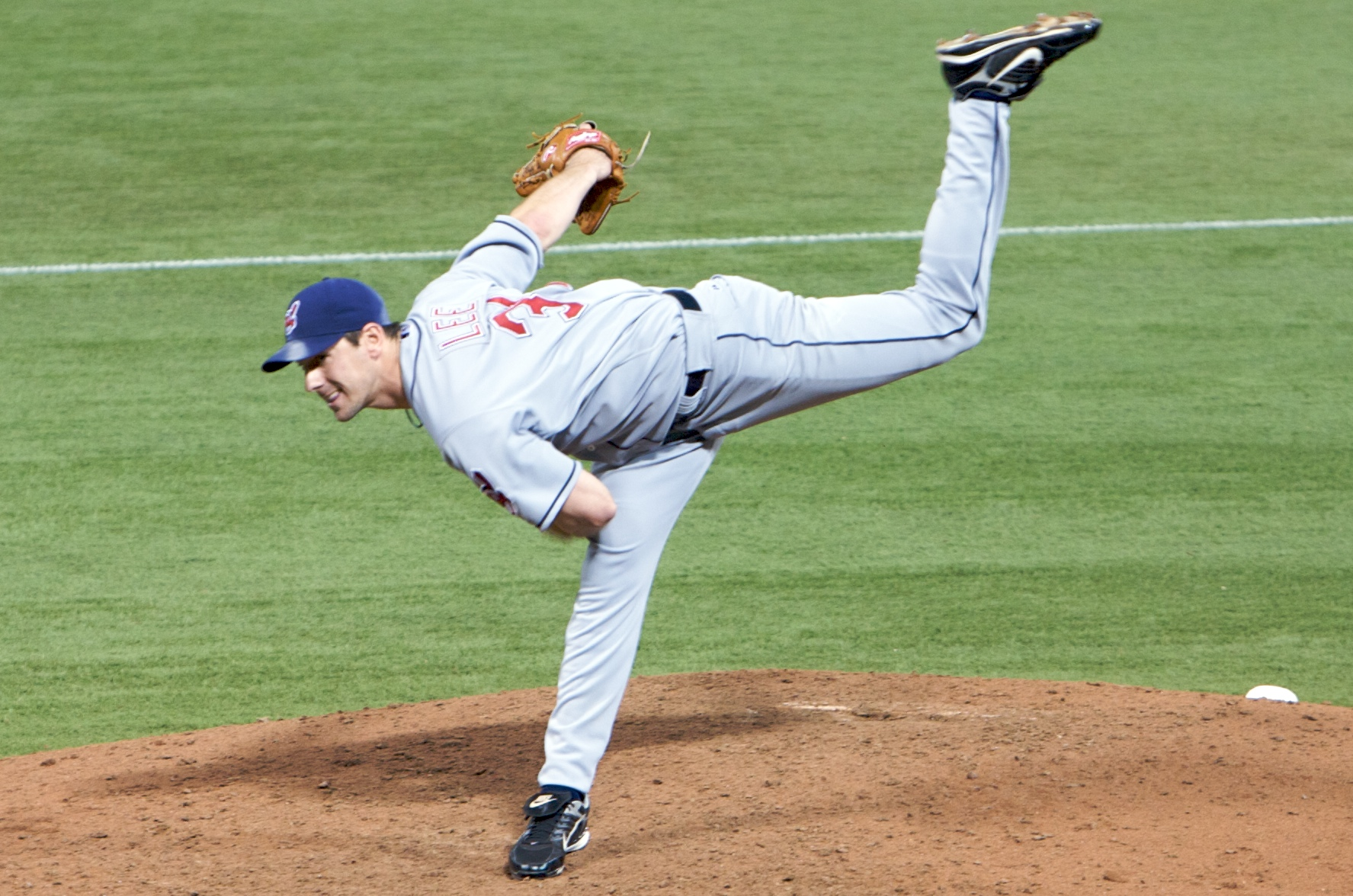
Cliff Lee

Der Sieg in Spiel 1 für die Phillies geht in großem Maße auf die hervorragenden Wurfleistungen ihres Pitchers Cliff Lee zurück, der ein komplettes Spiel ablieferte. In der Offensive hingegen bauten die Phillies wie im ersten Spiel der vorjährigen Series auf Chase Utley. Seine beiden Homeruns, jeweils mit leeren Bases, im dritten Inning bei einem Count von 3-2 bzw. im sechsten Durchgang bei 0-2 sorgten für die einzigen Runs bis einschließlich des siebten Innings.

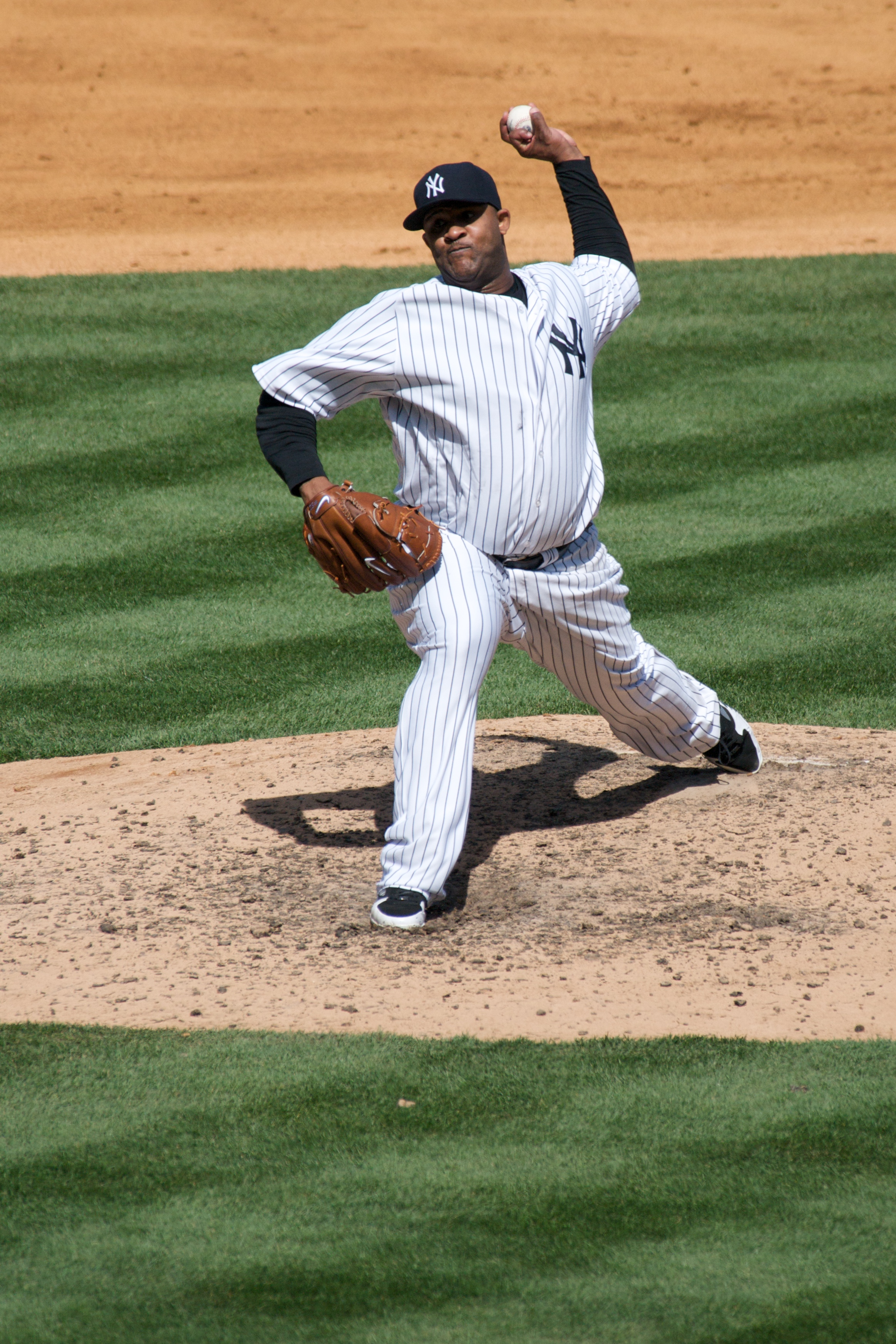
C.C. Sabathia

C.C. Sabathia, Pitcher der New York Yankees, stand nach zwei schnellen Outs bereits im ersten Inning bei vollen Bases vor einem Rückstand, konnte aber gegen Raul Ibanez das letzte Out erzielen.
New Yorks Offensive bestand lange nur aus einem Double von Derek Jeter bei zwei Outs im dritten Inning; ein knapp über dem Boden gefangener Schlag von Robinson Cano sorgte für ein von den Schiedsrichtern diskutiertes, aber richtiges Double Play mit einem Tag Out für Hideki Matsui.
Das auf beiden Seiten von der Defensive geprägte Spiel nahm erst im achten Inning Fahrt auf, als Sabathia den Mound für das Bullpen freimachte. Phil Hughes sorgte für zwei Baserunner und verließ das Spiel ohne eigenes Out für Damaso Marte. Dessen beide Outs für Utley und Ryan Howard führten zunächst „nur“ zur Belegung der ersten und dritten Base durch Jimmy Rollins und Shane Victorino. Beide scorten dann jedoch nach einem Single von Ibanez zur 4:0-Führung für die Phillies. In der zweiten Hälfte dieses Innings ging es für die Yankees weiter wie bisher; Lee fing dabei fast aufreizend lässig einen in die Mitte geschlagenen Ball hinter seinem Rücken für das erste Out des Innings.
Im neunten Inning erhielt Lee weitere Run-Unterstützung nach dem schnellen ersten Out durch ein Double von Carlos Ruíz und drei Singles von Rollins, Victorino und Howard, die Ruíz und Rollins nach Hause brachten. Victorinos Versuch, von der ersten Base aus zusätzlich zu scoren, wurde durch einen Wurf zur Home Plate verhindert. Das Aufflackern der Offensive der Yankees im neunten Inning kam nicht nur zu spät, sondern wurde auch durch einen Wurffehler von Rollins zur ersten Base beim Versuch eines Double Play begünstigt, woraufhin Jeter den einzigen Run erzielen konnte. Kurz darauf beendete Lee standesgemäß mit seinem zehnten Strikeout gegen Jorge Posada das Spiel.
| Team         | 1 | 2 | 3 | 4 | 5 | 6 | 7 | 8 | 9 | R | H | E |
| ------------ | - | - | - | - | - | - | - | - | - | - | - | - |
| Philadelphia | 0 | 0 | 1 | 0 | 0 | 1 | 0 | 2 | 2 | 6 | 9 | 1 |
| New York     | 0 | 0 | 0 | 0 | 0 | 0 | 0 | 0 | 1 | 1 | 6 | 0 |

WP: Cliff Lee (1–0)   LP: C.C. Sabathia (0–1)  

### Spiel 2, 29. Oktober
Das erste Highlight des Spiels setzten die Phillies durch Raul Ibanez im zweiten Inning: Nach seinem Ground Rule Double (ein Ball war vom Feld aus in die Zuschauerränge gesprungen) konnte er durch ein Single von Matt Stairs den ersten Run für die Phillies erzielen. Im gleichen Inning schaffte Hideki Matsui mit einem Single den ersten Hit für die Yankees. U.a. der spektakuläre Fang eines Flugballs durch Ibanez sorgte aber dafür, dass die Yankees zunächst ohne eigenen Run blieben.
A.J. Burnett als Pitcher der Yankees machte sich und den Fans der Yankees im dritten Inning selber das Leben schwer, als er zunächst einen Walk von Jimmy Rollins herbeiführte und dieser dann bei zwei Outs die zweite Base erreichte. Darauf folgte mit Chase Utley der diesmal absichtliche zweite Walk des Innings. Dieser mutige Schritt zahlte sich aus: Obwohl mit Ryan Howard der Spieler mit den meisten RBIs der National League an die Plate trat, sorgte Burnett mit einem Strike Out für das Ende des Innings.

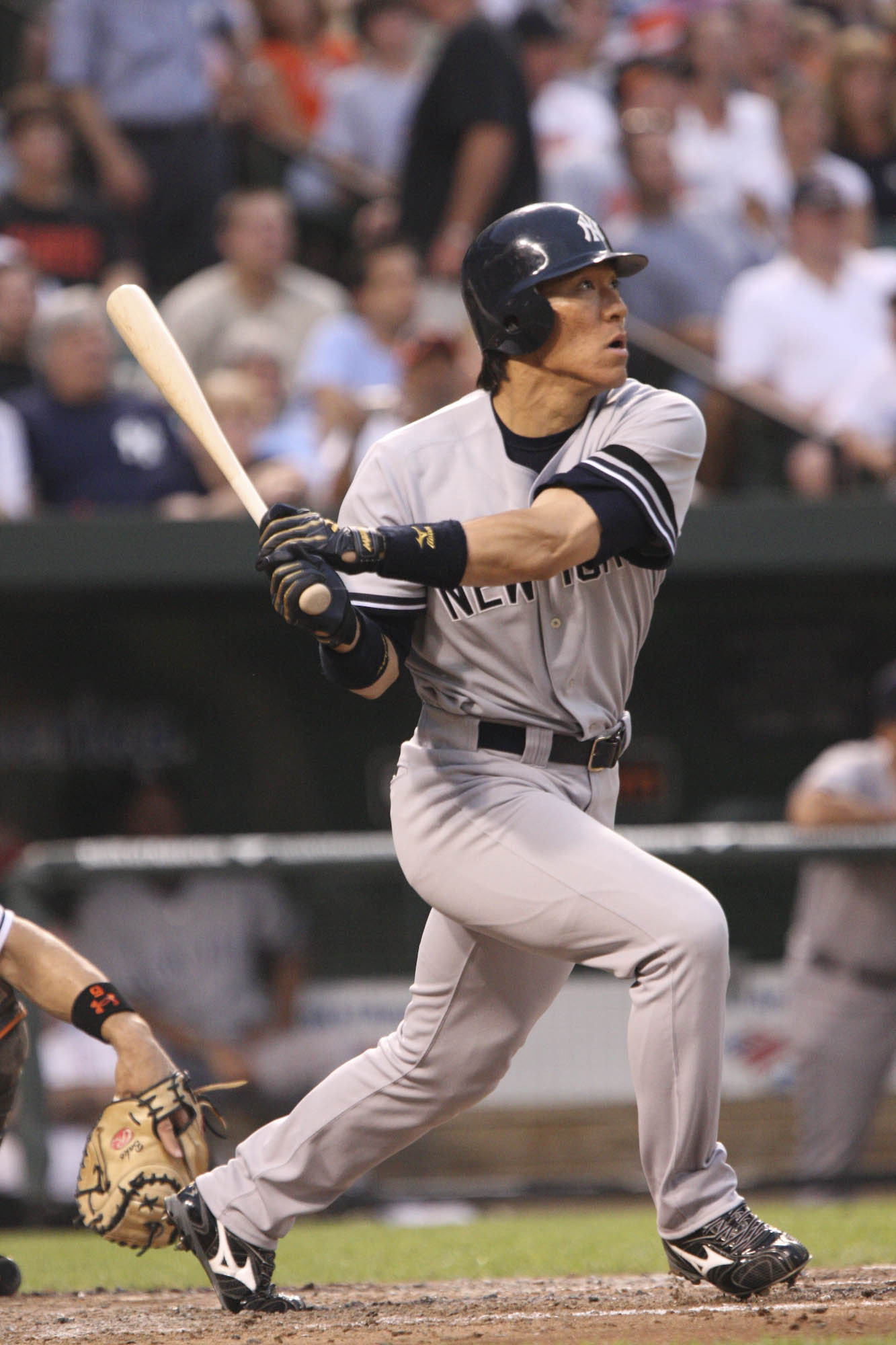
Hideki Matsui

Ihre Offensive zündeten die Yankees mit Beginn des vierten Innings: Den zweiten Pitch des Innings schlug Teixeira mit einem Home Run in die Zuschauerränge. Damit bekam die zuvor weiße Weste von Pedro Martínez, dem Pitcher der Phillies, die ersten Flecken. Mit dem neuen Spielstand 1:1 ging es recht ereignisarm in die zweite Hälfte des sechsten Innings. Bei bereits zwei Outs und 1-2 gegen sich gelang Matsui der zweite Home Run für die Yankees und damit die Führung für das Heimteam.
Neun Outs brauchten sie noch, um diese Führung bis zum Spielende zu halten. Für die ersten drei und damit das Ende der oberen Hälfte des siebten Innings sorgte A.J. Burnett in einem schnellen 1-2-3-Inning, davon zwei Strike Outs (von insgesamt neun). Dies sollten seine letzten Würfe sein, da die Yankees in der zweiten Hälfte dieses Durchgangs durch drei Hits in Folge den Pinch Runner Brett Gardner zur Home Plate brachten: 3:1 für die Yankees. Diesen Vorsprung durfte fortan Mariano Rivera als Closer verteidigen.
Bevor er jedoch eingreifen konnte, sorgte ein Double Play der Phillies am Ende des siebten Innings für Diskussion auf dem Feld und auf den Rängen. Im Gegensatz zu den kontroversen Vortagsentscheidungen handelte es sich dabei aber um eine Fehlentscheidung, die sich zu Beginn des achten Innings hätte rächen können, als sich Rivera bei nur einem Out Läufern auf der ersten und zweiten Base gegenübersah. Mit einer erneuten Fehlentscheidung durch die Schiedsrichter sorgte nun ein Double Play der Yankees für das Ende des Innings ohne Run für die Phillies.
Philadelphia kämpfte bis zum Schluss um den Ausgleich: Bei zwei Outs im neunten Inning schlug Ibanez als bester Hitter der Phillies sein zweites Double an diesem Abend, was aber zugleich auch der letzte der sechs Hits der Phillies war. Wie in Spiel 1 setzte sich mit Burnett (und als Closer Rivera) die diesmal etwas bessere Defensive zweier nahezu gleich starker Mannschaften durch.
| Team         | 1 | 2 | 3 | 4 | 5 | 6 | 7 | 8 | 9 | R | H | E |
| ------------ | - | - | - | - | - | - | - | - | - | - | - | - |
| Philadelphia | 0 | 1 | 0 | 0 | 0 | 0 | 0 | 0 | 0 | 1 | 6 | 0 |
| New York     | 0 | 0 | 0 | 1 | 0 | 1 | 1 | 0 | X | 3 | 8 | 0 |

WP: A.J. Burnett (1–0)   LP: Pedro Martinez (0–1)  SV: Mariano Rivera (1)  

### Spiel 3, 31. Oktober

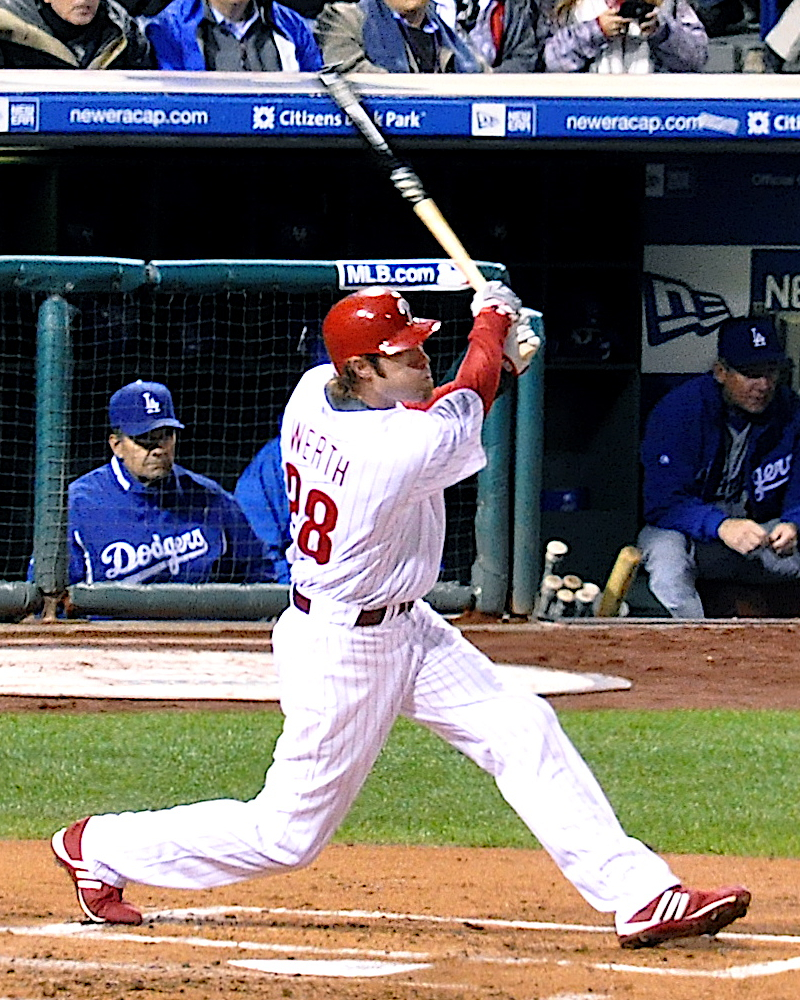
Jayson Werth

Wegen Regen wurde der Beginn des dritten Spiels um fast 80 Minuten verzögert. Die Phillies konnten sich zuerst auf dem Scoreboard verewigen, nachdem Jayson Werth im zweiten Inning einen Solo-Homerun erzielte; anschließend erlaubte Andy Pettitte einen Walk mit Spielern auf allen Bases (2:0). Ein Sacrifice Fly brachte die Phillies schließlich mit 3:0 in Führung.
Im vierten Inning gelangte Mark Teixeira durch einen Walk auf die erste Base, gefolgt von einem Treffer ins tiefe Außenfeld durch Alex Rodríguez, der ursprünglich als Double gezählt wurde. Der Schlag wurde anschließend mit Hilfe eines Videobeweises („MLB Instant Replay“) durch die Schiedsrichter überprüft, die daraufhin auf Homerun entschieden – der Ball prallte von einer Kamera ab, die über der Abgrenzung des Spielfelds positioniert war (3:2).

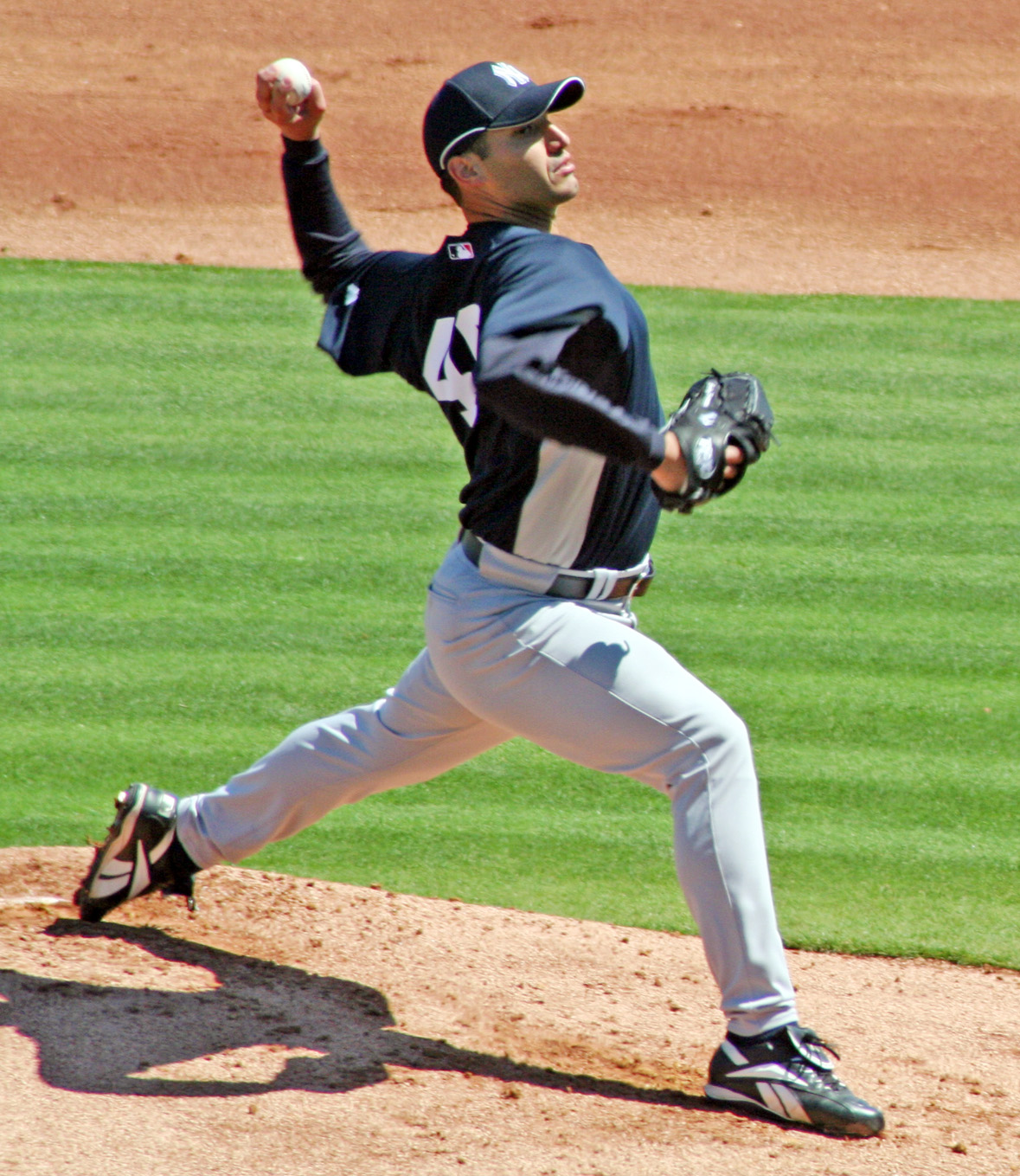
Andy Pettitte

Nick Swisher eröffnete das fünfte Inning mit einem Double und erzielte einen Run zum Ausgleich von 3:3. Hierfür traf der AL-Pitcher Andy Pettitte in seiner ungewohnten Rolle als Batter mit einem Single Hit.
Derek Jeter erzielte anschließend ein weiteres Single und beide Runner konnten punkten, nachdem Johnny Damon für ein Double traf (3:5). Es folgte ein Walk von Cole Hamels für Mark Texeira, der Phillies-Pitcher wurde daraufhin gegen J. A. Happ getauscht. Happ entkam aus dem fünften Inning ohne weitere Runs, aber im sechsten Inning schlug Nick Swisher einen Solo Homerun für die 3:6-Führung der Yankees. Werth erzielte anschließend ebenfalls einen Solo Homerun für die Phillies, was den Spielstand auf 4:6 brachte.
Ab dem siebten Inning pitchte Chad Durbin für die Phillies. Er gab Johnny Damon einen Walk, anschließend stahl Damon die zweite Base. Alex Rodriguez rückte an die erste Base vor, nachdem er von einem Pitch getroffen wurde. Es folgte ein Single durch Jorge Posada, durch den Johnny Damon einen weiteren Run für die Yankees erzielen konnte und den alten Abstand wieder herstellte (4:7).
Andy Pettitte wurde im siebten Inning von Joba Chamberlain abgelöst, der die nächsten drei Phillies-Batter ohne Hit ausschalten konnte. Für die Phillies pitchte anschließend Brett Myers, der die ersten beiden Yankees-Batter ausschalten konnte. Hideki Matsui, der als Pinch-Hitter für Chamberlain antrat, schlug dann allerdings einen weiteren Solo Homerun (4:8).
Die zweite Hälfte des neunten Innings begann Phil Hughes für die Yankees, der einen Solo Homerun für Carlos Ruíz (zum 5:8) erlaubte, bevor er gegen Mariano Rivera getauscht wurde. Rivera beendete das Spiel, indem er die verbleibenden zwei Phillies-Batter mit nur 5 Pitches ausschaltete. Das Spiel war das insgesamt 17. Winning Game in der Postseason für Pettitte, der damit seinen eigenen Rekord weiter ausbaut.
| Team         | 1 | 2 | 3 | 4 | 5 | 6 | 7 | 8 | 9 | R | H | E |
| ------------ | - | - | - | - | - | - | - | - | - | - | - | - |
| New York     | 0 | 0 | 0 | 2 | 3 | 1 | 1 | 1 | 0 | 8 | 8 | 1 |
| Philadelphia | 0 | 3 | 0 | 0 | 0 | 1 | 0 | 0 | 1 | 5 | 6 | 0 |

WP: Andy Pettitte (1–0)   LP: Cole Hamels (0–1)  

### Spiel 4, 1. November

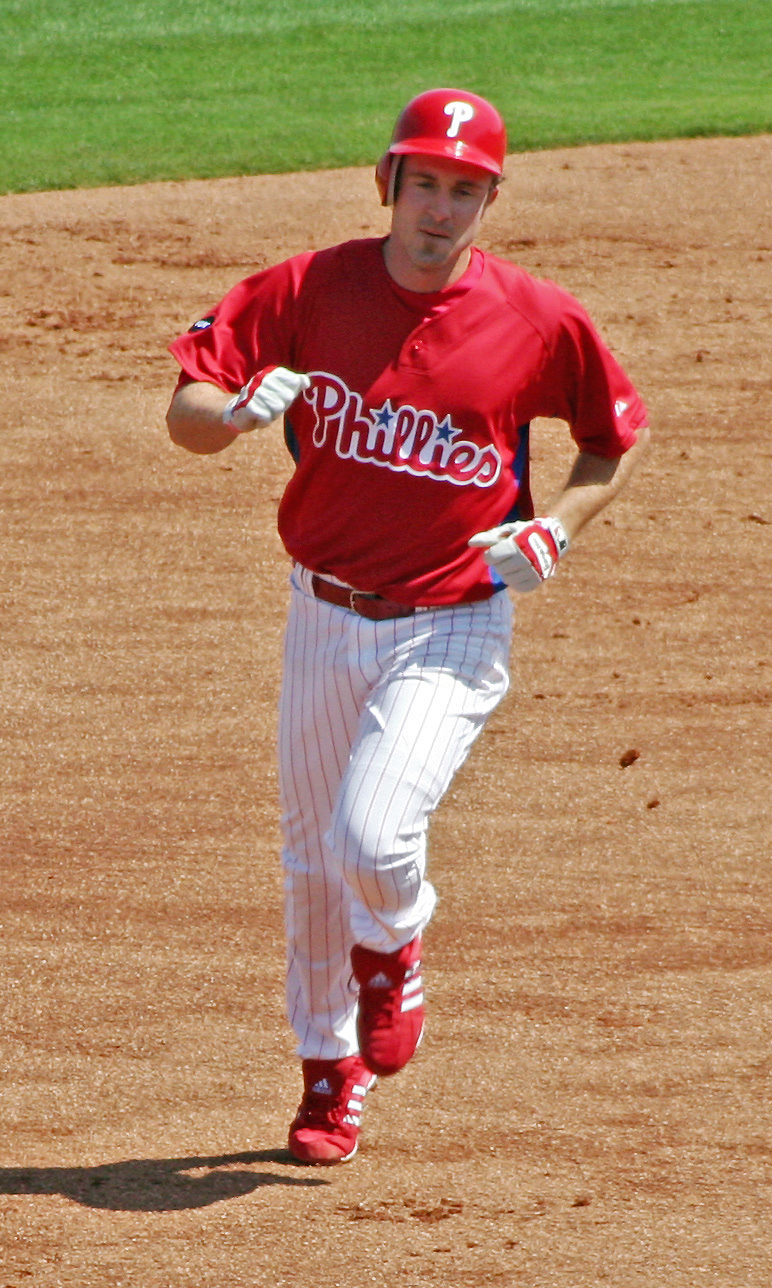
Chase Utley

Joe Blanton, Starting Pitcher der Phillies, erlebte einen schwachen Start: seine ersten beiden Batter (Derek Jeter und Johnny Damon) erreichten nicht nur die Bases, sondern auch die Home Plate. Damit führten die Yankees schon nach dem ersten Halbinning 2:0. Die Phillies schlugen noch im gleichen Inning mit zwei Doubles zurück, so dass Shane Victorino auf 1:2 verkürzen konnte. Für die Yankees kam als Starter C.C. Sabathia nach nur drei Ruhetagen zu seinem zweiten Einsatz in der diesjährigen World Series.
Nach diesem Knaller zu Beginn kam es erst im vierten Inning zu einem Highlight, als die Phillies durch Ryan Howard nach zuvor gestohlener Base den Ausgleich erreichten. Wie die Fernsehbilder zeigen, berührte Howard die Home Plate zwar nicht, der Run zählt jedoch. Dadurch ließen sich die Yankees nicht groß irritieren, die zu Beginn des fünften Innings wiederum mit 4:2 in Führung gingen, als bei besetzter erster und zweiter Base wieder Jeter und Damon erneut trafen. Beim zweiten Run kam es zum bereits dritten ungenauen Wurf des Spiels zur Home Plate, der einen Run des Gegners nach sich zog.

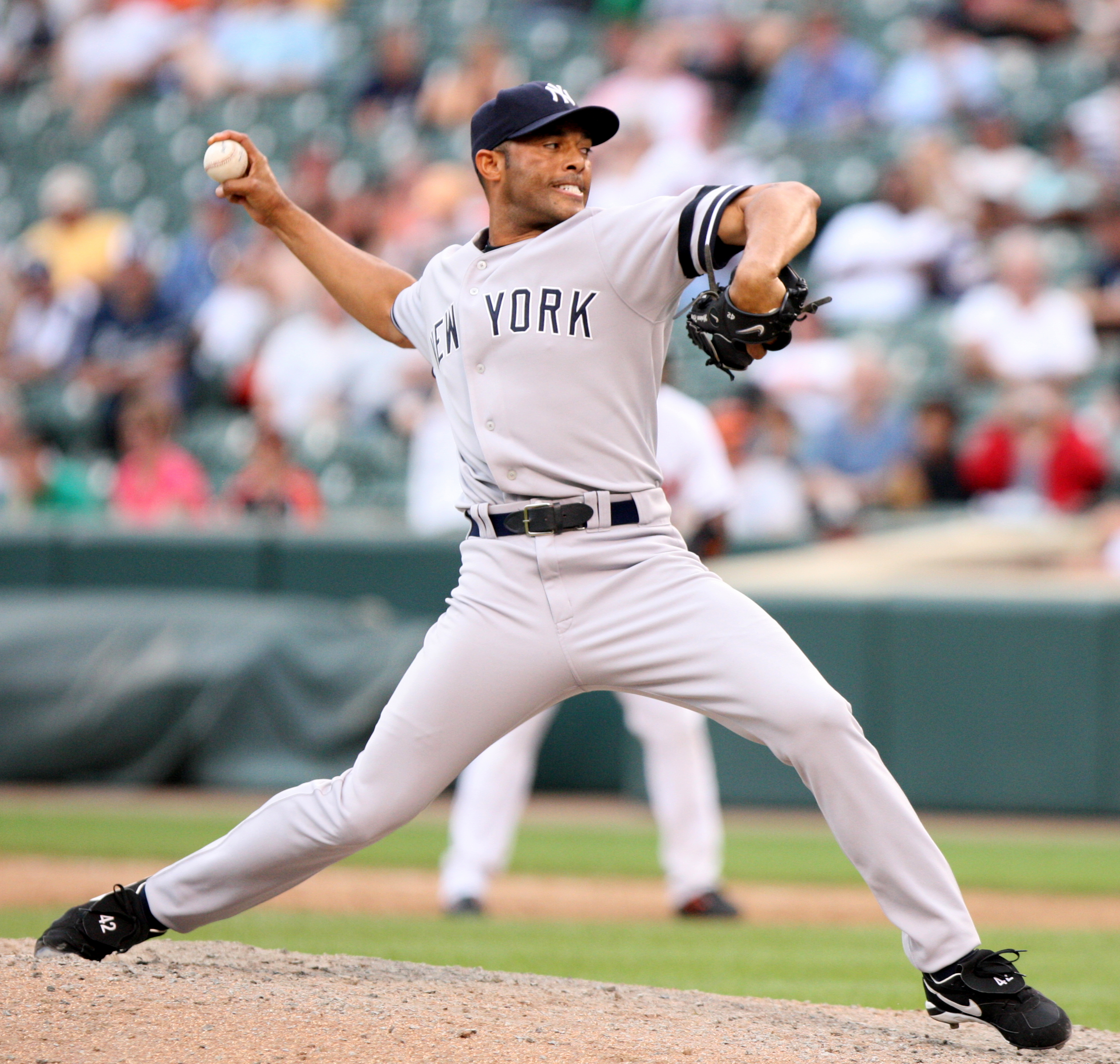
Mariano Rivera

Wieder nahm sich das Spiel eine kleine Auszeit; Blanton verließ nach sechs Innings ohne weiteren Run das Spiel, für ihn kam Chan Ho Park. Sabathias persönlicher „Angstgegner“ sorgte bei zwei Outs im siebten Inning für das Ende seiner Amtszeit: Chase Utley, der schon im ersten Spiel zwei Mal gegen Sabathia traf, schaffte seinen dritten Home Run in der World Series 2009. Damit stand es nur noch 4:3 für die Yankees. Im achten Inning sollte es noch besser für die Phillies kommen, als nun Pedro Feliz einen weiteren Solo-Home Run gegen Joba Chamberlain schlug – 4:4.
Im neunten Inning kam es zwar zu zwei schnellen Outs von New York, doch nun nahmen die Yankees Fahrt auf. Johnny Damon (mit 3 Hits bei 5 At-Bats) stahl gleich zwei Bases nach einer Unaufmerksamkeit des weit entblößten Infields der Phillies. Im Folgenden warf Brad Lidge als Pitcher Mark Teixeira an, der dadurch zur ersten Base kam, und ein Double von Alex Rodríguez sorgte für die 5:4-Führung. Jorge Posada sorgte für zwei weitere Versicherungs-Runs der Yankees. Derer hätte es aber nicht bedurft, da der wieder sehr sichere Closer der Yankees Mariano Rivera den Sieg sicherte.
Durch den dritten Sieg in Folge benötigen die Yankees nun nur noch einen Sieg aus den verbleibenden Spielen, um die World Series 2009 zu gewinnen. Oder umgekehrt ausgedrückt: Die Philadelphia Phillies müssen nun jedes Spiel gewinnen, um ihren Titel aus dem Vorjahr doch noch zu verteidigen.
| Team         | 1 | 2 | 3 | 4 | 5 | 6 | 7 | 8 | 9 | R | H | E |
| ------------ | - | - | - | - | - | - | - | - | - | - | - | - |
| New York     | 2 | 0 | 0 | 0 | 2 | 0 | 0 | 0 | 3 | 7 | 9 | 1 |
| Philadelphia | 1 | 0 | 0 | 1 | 0 | 0 | 1 | 1 | 0 | 4 | 8 | 1 |

WP: Joba Chamberlain (1-0)   LP: Brad Lidge (0-1)  SV: Mariano Rivera (2)  

### Spiel 5, 2. November
| Team         | 1 | 2 | 3 | 4 | 5 | 6 | 7 | 8 | 9 | R | H  | E |
| ------------ | - | - | - | - | - | - | - | - | - | - | -- | - |
| New York     | 1 | 0 | 0 | 0 | 1 | 0 | 0 | 3 | 1 | 6 | 10 | 0 |
| Philadelphia | 3 | 0 | 3 | 0 | 0 | 0 | 2 | 0 | X | 8 | 9  | 0 |

WP: Cliff Lee (2-0)   LP: A.J. Burnett (1-1)  SV: Ryan Madson (1)  

### Spiel 6, 4. November
Hideki Matsui verdiente sich im letztlich entscheidenden Spiel für die Yankees die Ehrung zum MVP der World Series mit drei Hits, die zu sechs RBI führten. Nach fünf Innings stand es somit 7:1 für New York. Zwar konnte Ryan Howard zu Beginn des sechsten Innings mit einem 2-Run Home Run auf 3:7 verkürzen, aber die mögliche Aufholjagd wurde im siebten Inning verpasst. Chase Utley an der Plate hätte bei zwei Baserunnern und zwei Outs das Spiel noch einmal offen gestalten können, doch sein Strike Out bedeutete das Ende der Hoffnungen auf eine Titelverteidigung der Phillies.
| Team         | 1 | 2 | 3 | 4 | 5 | 6 | 7 | 8 | 9 | R | H | E |
| ------------ | - | - | - | - | - | - | - | - | - | - | - | - |
| Philadelphia | 0 | 0 | 1 | 0 | 0 | 2 | 0 | 0 | 0 | 3 | 6 | 0 |
| New York     | 0 | 2 | 2 | 0 | 3 | 0 | 0 | 0 | X | 7 | 8 | 0 |

WP: Andy Pettitte (2-0)   LP: Pedro Martínez (0-2)  

## Rekordmarken und Erinnernswertes
Die fünf Home Runs von Chase Utley in den ersten fünf Spielen führten zur Einstellung des bisherigen Rekords von Reggie Jackson aus dem Jahr 1977.
Die TV-Einschaltquoten der 2009er World Series waren die höchsten seit 2004.
In dieser World Series wurde (in Spiel 3) erstmals der Videobeweis eingesetzt, ob ein Home Run vorliegt.
Pettittes erster persönlicher Postseason-RBI in Spiel 3 war der erste RBI eines Pitchers für die Yankees in der Postseason seit 1964.